# 橋川文三
橋川 文三（はしかわ ぶんそう/ぶんぞう、1922年1月1日 - 1983年12月17日）は、日本の政治学者、評論家。弘文堂社員などを経て、明治大学政治経済学部教授。在任中に没した。

## 概歴
長崎県上県郡峰村（現・対馬市）の生まれ。父祖の地は広島県。橋川家は、代々対馬の海産物や木炭などを広島まで運ぶ商いをしていた。
文三3歳の時、父親の故郷・広島県安芸郡仁保村（現・広島市南区仁保）に一家で帰郷。安芸郡海田町などで育つ。青崎尋常小学校（現・広島市立青崎小学校）、広島高等師範学校附属中学校（現・広島大学附属高等学校）を経て上京、第一高等学校文科乙類に入学。文芸部に所属。1942年卒業。
同年、東京帝国大学法学部入学。在学中勤労動員で1945年6月から、郷里の広島食糧事務所に長期出張。原爆投下の3日前に農林省の採用試験のため上京、被爆を逃れた。同年9月、東京帝国大学卒業。
後に丸山眞男ゼミで近代日本政治思想史の方法を学んだが、その分析の角度も思想もまったく異なる異端の弟子となった。丸山の正攻法とは異なった「野戦攻城」を信条としていた。
潮流社の雑誌『潮流』編集者を経て弘文堂勤務。日本共産党は、1950年1月に党員が10万5千人とピークを迎えたが、橋川は、1949年1月の総選挙で共産党が躍進した前後に共産党に入党したことになる。橋川は、編集部員だった『潮流』では「編集部員としてまともに働くには、党員とならずにはおられない空気が生じていた」と述べている。しかし、1950年に弘文堂編集部に転職、共産党と疎遠となり、1951年に結核を罹患、やがて党籍が自然消滅した。
明治大学講師・助教授を経て、1970年より教授（講座は日本政治思想史）。この間、1959年にわだつみ会常任理事、1962年には竹内好らの「中国の会」にも参加。
保田與重郎ら日本浪曼派は、第二次世界大戦中に青年の心を捉えたが、戦後は黙殺されていた。1960年に橋川は『日本浪曼派批判序説』を刊行し、その意味を問い直した。また戦後しばらく、天皇制ファシズム批判と共に断罪されていた右翼や農本主義者らの思想の検証・再評価をおこなった。
三島由紀夫は橋川の文体・方法に着目し、精神史としての伝記の執筆を依頼した（『現代知識人の条件』所収の｢三島由紀夫伝」（初出は文藝春秋『現代日本文学館42 三島由紀夫』）。だが程なく三島の『文化防衛論』をきっかけに「中央公論」誌で論争を行っている。
1983年12月17日、横浜市の自宅で脳梗塞により急死した。61歳没。墓所は広島市南区向洋。

## 著書
- 『日本浪曼派批判序説』（未來社、1960年、増補版1965年、新版2009年ほか）。講談社文芸文庫（初版を文庫化）、1998年
- 『歴史と体験－近代日本精神史覚書』（春秋社、1964年、増補版1968年）
- 『現代知識人の条件』（徳間書店、1967年／弓立社、1974年）
- 『近代日本政治思想の諸相』（未來社、1968年、新版1995年ほか）
- 『ナショナリズム―その神話と論理』（紀伊國屋新書、1968年）
紀伊國屋書店、1978年、復刻版1994年、新装版2005年／ちくま学芸文庫※、2015年、解説渡辺京二
- 『政治と文学の辺境』（冬樹社、1970年）。評論集
- 『橋川文三雑感集』 未來社（全3巻）
  - 1 歴史と感情（1973年、新版1983年）、2 歴史と思想（1973年、新版1983年）、3 歴史と人間（1983年）
- 『順逆の思想－脱亜論以後』（勁草書房、1973年）
- 『黄禍物語』（筑摩書房、1976年）。岩波現代文庫、2000年、解説山内昌之
- 『標的周辺』（弓立社、1977年）。随想・随筆集
- 『柳田国男－その人間と思想』（講談社学術文庫、1977年）
  - 元版『柳田国男 人と思想』（後藤総一郎編、三一書房、1973年）に収録
- 『西郷隆盛紀行』（朝日新聞社、1981年／朝日選書、1985年）。文藝春秋〈文春学藝ライブラリー〉、2014年
- 『昭和維新試論』（朝日新聞社、1984年／朝日選書、1993年）。ちくま学芸文庫、2007年／講談社学術文庫※、2013年
- 『昭和ナショナリズムの諸相』（名古屋大学出版会、1994年）、新版2022年。筒井清忠編
- 『三島由紀夫論集成』（深夜叢書社、1998年）
  - 新編『三島由紀夫』（中公文庫※、2024年9月）。解説佐伯裕子
- 『柳田国男論集成』（作品社、2002年）
- 『橋川文三セレクション』（岩波現代文庫、2011年）。中島岳志編、巻末に著作一覧
- 『幕末明治人物誌』（中公文庫※、2017年）。解説渡辺京二
- 『歴史と危機意識 テロリズム・忠誠・政治』（中央公論新社、2023年6月）。解説筒井清忠

※は各・電子書籍でも再刊

### 著作集
- 『橋川文三著作集』（筑摩書房、全10巻（増補版）、2001年／旧版・全8巻、1985-86年）

1. 「日本浪曼派批判序説、美の論理と政治の論理」
2. 「日本ナショナリズムの源流、柳田国男」
3. 「明治人とその時代、西郷隆盛、乃木伝説の思想」
4. 「歴史意識の問題、歴史と世代」
5. 「昭和超国家主義の諸相、戦争体験論の意味」
6. 「日本保守主義の体験と思想、現代知識人の条件」
7. 「近代日本と中国」
8. 「対馬幻想行、序跋集、初期作品集」
9. 「ナショナリズム、昭和維新試論」
10. 「黄禍物語、水戸学の源流と成立、著作目録」

### 主な編著・訳書
- 「日本の百年　記録現代史」筑摩書房（全10巻）、1961-64年、再版1967-68年、改訂版1977年
  - 「明治の栄光　日本の百年4」ちくま学芸文庫、2007-08年 - 各・新版
  - 「アジア解放の夢　日本の百年7」- 鶴見俊輔・今井清一・松本三之介と編集委員
  - 「果てしなき戦線　日本の百年8」- 今井と共編
- 「時代と予見　橋川文三対談・講演集」 伝統と現代社、1975年
- 「歴史と精神　橋川文三対談集」 勁草書房、1978年
- 「現代日本思想大系31　超国家主義」筑摩書房、1964年 - 以下5冊は責任編集
- 「戦後日本思想大系7　保守の思想」筑摩書房、1968年
- 「近代日本思想大系21　大川周明集」筑摩書房、1975年
- 「近代日本思想大系36　昭和思想集Ⅱ」筑摩書房、1978年
- 「日本の名著29　藤田東湖」中央公論社、1974年、中公バックス、1984年。現代語訳[注 4]
- 編・解説『清沢洌 暗黒日記』ちくま学芸文庫（全3巻）、2002年。元版は評論社（全1巻、1970年、新装版1995年）
- 編・解説「岡倉天心 人と思想」平凡社、1982年
- 訳、岡倉天心『日本の覚醒』平凡社東洋文庫、1983年、ワイド版2007年。元版「全集 1」平凡社 1980年
- 訳・解説、カール・シュミット『政治的ロマン主義』（未來社、新版1982年 / オンデマンド版・電子書籍、2015年）

### 資料
- 『転位と終末』（明大出版研究会、1971年）、吉本隆明、磯田光一、村上一郎ほか
- 「橋川文三研究」（思想の科学・NO49. 1984年6月臨時増刊号）
- 「橋川文三日記　1949-1951」（辺境10号. 1989年7月号　第3次終刊号）
- 『現代日本記録全集6 日清・日露の戦役』 筑摩書房、1970年
- 『明治の群像4　権力の素顔』 後藤総一郎共編、三一書房、1970年
- 『近代日本政治思想史 Ⅰ・Ⅱ』 松本三之介共編、有斐閣、1971-78年、新版2004年
- 『近代日本と中国』 竹内好共編、朝日選書（上下）、1974年
- 『橋川文三著作集 総索引』（小笠原善親 編、茫洋堂、2016年）

### 評伝
- 宮嶋繁明『三島由紀夫と橋川文三』（弦書房、2005年、新装版2011年）- 著者は橋川門下
- 宮嶋繁明『橋川文三　日本浪曼派の精神』（弦書房、2014年11月）- 前半生の伝記
- 宮嶋繁明『橋川文三　野戦攻城の思想』（弦書房、2020年8月）- 後半生の伝記
- 平野敬和『丸山眞男と橋川文三』（教育評論社、2014年）
- 杉田俊介『橋川文三とその浪曼』（河出書房新社、2022年4月）
- 中島岳志・杉田俊介 責任編集『橋川文三：社会の矛盾を撃つ思想 いま日本を考える』（河出書房新社、2022年5月）- 渡辺京二ほか全14名が参加
- 須藤健一『橋川文三の政治思想』（慶應義塾大学出版会、2024年）- 電子書籍も刊

## 関連人物
- 佐々木到一（遠縁）
- 竹内好
- 吉本隆明　同世代として、秀でた弔文を記した
- 井上光晴
- 鶴見俊輔
- 神島二郎
- 谷川健一
- 松本三之介
- 猪瀬直樹　明治大学大学院にて橋川に師事
- 松本健一
- 本田維憲　明大時代の教え子
- 片山杜秀　明大大学院修士課程にて橋川に師事